# Liczby Catalana
Liczby Catalana – szczególny ciąg liczbowy, mający zastosowanie w różnych aspektach kombinatoryki. Nazwane zostały na cześć belgijskiego matematyka Eugène Charlesa Catalana (1814–1894). Bywają również nazywane liczbami Segnera, na cześć Johanna Andreasa Segnera (1704–1777), niemieckiego matematyka pochodzącego z Pressburga (dziś Bratysława).
Każdy wyraz ciągu ma wzór jawny:
{\displaystyle {\begin{aligned}n&\in \mathbb {N} \Rightarrow \\c_{n}&={\frac {1}{n+1}}{2n \choose n}={\frac {(2n)!}{(n+1)!\,n!}}.\end{aligned}}}
Rekurencyjnie ciąg jest określony następująco:
{\displaystyle {\begin{aligned}c_{0}&:=1,\\c_{n}&:=c_{0}c_{n-1}+c_{1}c_{n-2}+\ldots +c_{n-2}c_{1}+c_{n-1}c_{0}=\\&=\sum _{i=0}^{n-1}c_{i}c_{n-1-i}.\end{aligned}}}
Początkowe wartości ciągu, poczynając od wyrazu zerowego, to:
1, 1, 2, 5, 14, 42, 132, 429, 1430, 4862, 16796, 58786, 208012, 742900, 2674440, 9694845, 35357670, 129644790, 477638700, 1767263190, 6564120420, 24466267020, 91482563640, 343059613650, 1289904147324, 4861946401452,...

## Wzory

### Dokładne
Liczby Catalana spełniają zależność:
{\displaystyle C_{n}={2n \choose n}-{2n \choose n+1}\quad {\mbox{ dla }}n\geqslant 1.}
W sposób oczywisty pokazuje to, iż każda liczba Catalana jest liczbą naturalną. Inną postacią wzoru rekurencyjnego (tym razem pierwszego stopnia) jest:
{\displaystyle C_{0}=1\quad {\mbox{i}}\quad C_{n+1}={\frac {2(2n+1)}{n+2}}C_{n}.}

### Przybliżone
Wzór Stirlinga na przybliżenie silni pozwala też przybliżać liczby Catalana:
{\displaystyle C_{n}\approx {\frac {1}{\sqrt {\pi }}}\cdot 4^{n}n^{-3/2}.}

## Znaczenia kombinatoryczne
Liczby Catalana posiadają wiele różnych interpretacji kombinatorycznych. Podane niżej stanowią jedynie przykłady zastosowań:

### Liczba dróg
Jeżeli rozważymy wszystkie łamane, zaczynające się w początku kartezjańskiego układu współrzędnych i kończące w {\displaystyle (0,2n)} dla każdego {\displaystyle n=0,1,2,\dots ,} położone w jego I ćwiartce i złożone z pojedynczych odcinków o początku {\displaystyle (x,y)} i końcu w punkcie {\displaystyle (x+1,y+1)} lub {\displaystyle (x-1,y+1)} (gdzie {\displaystyle x,y\in \mathbb {N} }), to ich liczba będzie wyrażona {\displaystyle n}-tą liczba Catalana.

### Liczba rozmieszczeń nawiasów
Poprzez {\displaystyle \star } rozumiemy pewne działanie dwuargumentowe. Dla {\displaystyle n}-argumentów liczba {\displaystyle c_{n-1}} wyraża liczbę sposobów, na które można rozmieścić nawiasy w takim wyrażeniu, czyli – dla działania niełącznego – maksymalną liczbę wyników, które można uzyskać. Przykładowo, dla trzech argumentów {\displaystyle x_{1},x_{2},x_{3}} otrzymać można {\displaystyle (x_{1}\star x_{2})\star x_{3}} lub {\displaystyle x_{1}\star (x_{2}\star x_{3}),} co odpowiada {\displaystyle c_{3-1}=c_{2}=2.}

### Liczba drzew binarnych
{\displaystyle c_{n}} jest równa liczbie różnych ukorzenionych regularnych drzew binarnych o {\displaystyle n+1} liściach.

### Liczba monotonicznych dróg
Jeżeli rozpatrzymy wszystkie możliwe drogi w kwadracie {\displaystyle n\times n} z dolnego lewego wierzchołka do górnego prawego, tak, by nigdy nie przekroczyć przekątnej łączącej te wierzchołki i były monotoniczne, łatwo jest zauważyć, że wyrażają się one {\displaystyle n}-tą liczbą Catalana. Odpowiada to liczbie monotonicznych funkcji {\displaystyle f} z {\displaystyle 1,2,\dots ,n} w {\displaystyle 1,2,\dots ,n} takich, by {\displaystyle k\geqslant f(k),k\in {1,2,\dots ,n}}

### Liczba podziałów na trójkąty
Liczba {\displaystyle c_{n}} wyraża liczbę sposobów podziału wielokąta wypukłego, mającego {\displaystyle n+2} krawędzie, na różne trójkąty przy pomocy nieprzecinających się wewnątrz wielokąta przekątnych (zob. triangulacja).

## Dowód wzoru jawnego
Dowód wzoru {\displaystyle c_{n}={\frac {1}{n+1}}{2n \choose n}={\frac {(2n)!}{(n+1)!\,n!}}\qquad {\mbox{ dla }}n\geqslant 0.} można otrzymać na wiele sposobów i zależnie od różnych interpretacji liczb Catalana. Przyjmując, że rozpatrujemy przypadek liczby dróg z punktu {\displaystyle (0,0)} do {\displaystyle (0,2n)} i przy założeniu {\displaystyle c_{0}=1} otrzymamy:
{\displaystyle c_{1}=1} – bowiem do punktu {\displaystyle (0,2)} prowadzi jedna tylko droga,
{\displaystyle c_{2}=2=c_{0}\cdot c_{1}+c_{1}\cdot c_{0}} – ponieważ do punktu {\displaystyle (0,2)} prowadzi jedna droga {\displaystyle c_{1},} zaś z tego punktu do {\displaystyle (0,4)} można przejść zgodnie z założonymi możliwościami wyboru kolejnego odcinka składowego na jeden sposób.
Rozważmy teraz pewne przesunięcie układu współrzędnych tak, by punkt {\displaystyle (1,1)} stał się środkiem nowego układu współrzędnych – wówczas do punktu {\displaystyle (1,3)} prowadzi tyle samo dróg, co z punktu {\displaystyle (0,0)} do {\displaystyle (0,2),} zaś z {\displaystyle (1,3)} wykonując ruch zgodnie z założeniami można przejść na jeden sposób do punktu {\displaystyle (0,4).}
Postępując dalej analogicznie, otrzymamy:
{\displaystyle {\begin{cases}c_{3}=c_{0}\cdot c_{2}+c_{1}\cdot c_{1}+c_{2}\cdot c_{0}\\\vdots \\c_{n}=c_{0}\cdot c_{n-1}+c_{1}\cdot c_{n-2}+\ldots +c_{n-2}\cdot c_{1}+c_{n-1}\cdot c_{0}=\sum _{i=0}^{n-1}\;C_{i}\,C_{n-1-i}\end{cases}}.}
Aby otrzymać wzór jawny, którym określony jest ciąg, można użyć techniki funkcji tworzących ciągu.
Niech {\displaystyle C(x)=c_{0}+c_{1}\cdot x+c_{2}\cdot x^{2}+\ldots } będzie funkcją tworzącą tego ciągu. Wówczas:
{\displaystyle {\begin{aligned}C(x)&=c_{0}+c_{1}\cdot x+c_{2}\cdot x^{2}+\ldots \\&=1+x\left[c_{1}+c_{2}\cdot x+c_{3}\cdot x^{2}+\dots \right]\\&=1+x\left[c_{0}\cdot c_{0}+(c_{0}\cdot c_{1}+c_{1}\cdot c_{0})x+(c_{0}\cdot c_{2}+c_{1}\cdot c_{1}+c_{2}\cdot c_{0})x^{2}+\ldots \right]\\&=1+x\cdot C(x)\cdot C(x)\\&=1+x\cdot C(x)^{2},\end{aligned}}}
co wynika z definicji operacji mnożenia funkcji tworzących. Mamy więc
{\displaystyle C(x)=1+x\cdot C(x)^{2},}
{\displaystyle x\cdot C(x)^{2}-C(x)+1=0.}
Rozwiązując to równanie, po przyjęciu za szukaną zmienną {\displaystyle C(x)} otrzymujemy:
{\displaystyle c(x)={\frac {1\pm {\sqrt {1-4x}}}{2x}}.}
Ponieważ
{\displaystyle \lim _{x\to 0}\;{\frac {1+{\sqrt {1-4x}}}{2x}}=\infty ,\quad \lim _{x\to 0}\;{\frac {1-{\sqrt {1-4x}}}{2x}}=c_{0}=1,}
to rozpatrujemy jedynie pierwiastek {\displaystyle c(x)={\frac {1-{\sqrt {1-4x}}}{2x}}.}
Korzystając z uogólnionego na liczby rzeczywiste symbolu Newtona oraz jego własności okazuje się, że
{\displaystyle {\begin{aligned}c(x)&={\frac {1-{\sqrt {1-4x}}}{2x}}\\&={\frac {1-\sum _{n=0}^{\infty }{{\tfrac {1}{2}} \choose n}(-4x)^{n}}{2x}}\\&={\frac {1-1-\sum _{n=1}^{\infty }{{\tfrac {1}{2}} \choose n}(-4x)^{n}}{2x}}\\&=-\sum _{n=1}^{\infty }{{\tfrac {1}{2}} \choose n}(-4x)^{n}(2x)^{-1}\\&=\sum _{n=1}^{\infty }{\tfrac {1}{2}}{{\tfrac {1}{2}} \choose n}4^{n}x^{n-1}(-1)^{n-1}\end{aligned}}}
Po zmianie granic sumowania otrzymujemy
{\displaystyle \sum _{n=0}^{\infty }{\frac {1}{2}}{{\tfrac {1}{2}} \choose n+1}4^{n+1}(-1)^{n}x^{n}.}
Z własności funkcji tworzących wiemy, że {\displaystyle n}-ty wyraz ciągu jest równy współczynnikowi przy {\displaystyle n}-tej potędze {\displaystyle x,} czyli;
{\displaystyle {\begin{aligned}c_{n}&={\frac {1}{2}}{{\tfrac {1}{2}} \choose n+1}4^{n+1}(-1)^{n}\\&=4\cdot {\frac {1}{2}}{\frac {{\tfrac {1}{2}}({\tfrac {1}{2}}-1)({\tfrac {1}{2}}-2)\ldots ({\tfrac {1}{2}}-n)}{(n+1)!}}(-1)^{n}4^{n}\\&={\frac {1}{n+1}}{\frac {(1-{\tfrac {1}{2}})(2-{\tfrac {1}{2}})\ldots (n-{\tfrac {1}{2}})}{n!}}2^{n}2^{n}\\&={\frac {1}{n+1}}{\frac {1\cdot 3\cdot \ldots \cdot (2n-1)\cdot n!}{n!n!}}2^{n}\\&={\frac {1}{n+1}}{\frac {1\cdot 3\cdot \ldots \cdot (2n-1)\cdot 2\cdot 4\cdot 6\cdot \ldots \cdot 2n}{n!n!}}\\&={\frac {1}{n+1}}{\frac {(2n)!}{n!n!}}\\&={\frac {1}{n+1}}{2n \choose n}\end{aligned}}}

## Historia
Liczby te zostały po raz pierwszy wprowadzone przez Leonarda Eulera w XVIII wieku, który badał liczbę podziałów wielokątów na trójkąty. Zostały nazwane na cześć Eugène Charlesa Catalana, który rozważał je jako liczbę sposobów rozmieszczeń nawiasów.